# Cornet à bouquin
Pour les articles homonymes, voir Cornet.
Le cornet à bouquin - couramment appelé cornet - est un instrument de musique à vent de la famille des cuivres. L'instrumentiste pratiquant le cornet à bouquin est un cornettiste.

## Histoire
Certains se hasardent[Qui ?] à faire remonter ses origines à l'olifant, taillé dans une défense d'éléphant, ou au chophar, taillé dans une corne de bouc. Le cornet à bouquin est un instrument généralement en bois qui se joue grâce à une embouchure (en corne, en ivoire ou en bois), ce qui le classe dans la famille des cuivres. L'étymologie pour bouquin de l'italien bocca (bouche) pour embouchure est souvent invoquée.
Le cornet à bouquin est fabriqué à partir de deux planches creusées à la gouge puis collées, suivant une forme conique et courbe, le tout recouvert de parchemin ou de cuir, et percé de sept trous, six devant, un derrière.
Le cornet muet est un cornet dont l'embouchure est taillée directement dans la masse du cornet (comme pour le shophar) ; il est fabriqué en une seule pièce droite et n'est pas recouvert de cuir ni de parchemin. Cette facture est parfois utilisée pour certains cornets à bouquin.
Le nombre de cornets historiques conservés dans les musées est de 310, parmi lesquels environ 60 sont des cornets droits.
Marin Mersenne écrit dans l'Harmonie Universelle (1636) à propos du cornet à bouquin : « le son qu’il rend est semblable à l’éclat d’un rayon de Soleil, qui paroist dans l’ombre ou dans les ténèbres ».
Le cornet est aussi un jeu d'orgue sonnant à l'imitation de l'instrument dont il porte le nom. Sur les cartouches des consoles d'orgue, apparait seulement "cornet". Cela montre que c'est l'appellation courante du cornet à bouquin. Ce registre sonne généralement dans le dessus du clavier et se compose de cinq rangs de tuyaux en 8', 4', 2'2/3, 2', 1'3/5.

## Répertoire
Cet instrument possède un répertoire très riche. Ses moments les plus féconds se situent entre la fin du XVIe siècle et le milieu du XVIIe, principalement en Italie du Nord et en Allemagne. À la Renaissance, le cornet à bouquin devient l'instrument-roi pour l'interprétation des parties de soprano – aux côtés du violon, seul capable de rivaliser en virtuosité avec lui et qui finit par le supplanter. Cet instrument disparaît progressivement au début du XVIIIe siècle. Le cornet peut être utilisé pour le répertoire de beaucoup de musique d'église (sonates, canzone, ricercari ou musique vocale). L'exemple le plus célèbre demeure celui des Vêpres à la Vierge (1610) de Claudio Monteverdi.
La basse des cornets est souvent confondue avec le serpent, du fait de leurs grandes similitudes (cuivres en bois recouvert de cuir et aspect sinueux) mais il s'agit bien d'instruments différents, le serpent n'ayant que six trous et un corps cylindrique là où le cornet à bouquin dispose d'un septième trou de forme octogonale, cette confusion vient du fait que très peu de cornets basses nous soient parvenus.

## Usage festif
Ce qui était à tort appelé cornet à bouquin aux XIX et XXe siècles, était un instrument très vendu et utilisé dans les rues pour faire du bruit durant le très grand Carnaval de Paris, au moment du Mardi Gras comme au moment de la Mi-Carême. Cet instrument n'est en rien comparable au cornet à bouquin tel qu'il a été utilisé par les maîtres des courants Renaissance et baroque. Quantité d'auteurs en parlent en faisant une association inexacte : « C'est aujourd'hui jeudi ; le traditionnel cornet à bouquin retentit : les oreilles timides se bouchent. »
En 1881, c'est un marchand de prétendus cornets à bouquin sur les champs de foire, le français et parisien Romain Bigot, qui invente le bigophone, instrument de musique carnavalesque qui connaît une très grande vogue qui dure au moins jusqu'au début des années 1940.
En février 1881, la pratique de ces appareils dans la rue est réglementée par une Ordonnance de police concernant les mesures d'ordre à observer pendant les divertissements du carnaval de Paris :
Article 1 :
7 – (Il est interdit) De sonner, sur les voies parcourues par les tramways, du cornet à bouquin ou de tout autre instrument dont le son pourrait être confondu avec celui de l'avertisseur employé par les conducteurs desdits tramways.

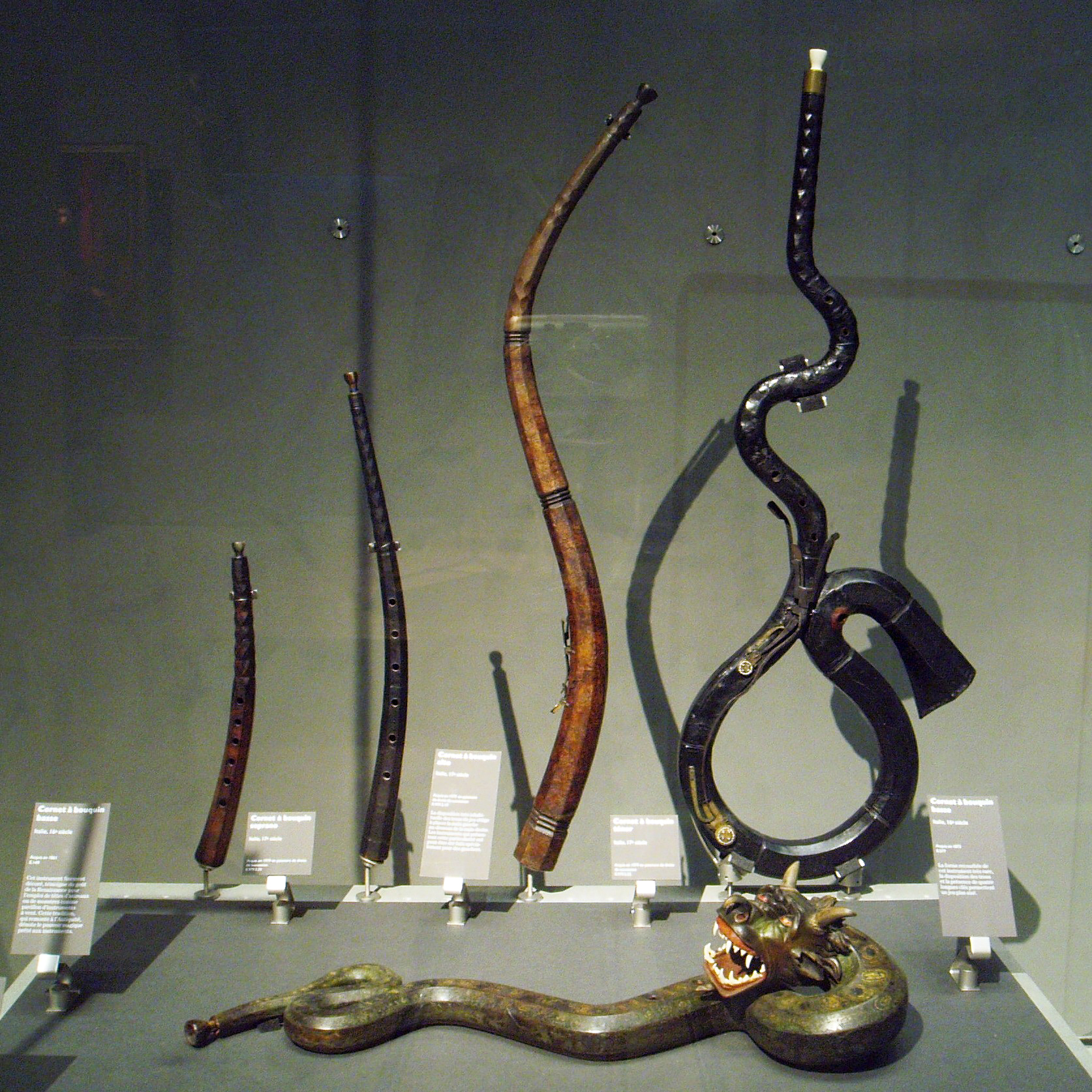
Cornets à bouquin - Paris, musée de la musique

## Quelques interprètes et enseignants
- Jean-Pierre Canihac, membre fondateur des Sacqueboutiers de Toulouse, professeur honoraire au Conservatoire national supérieur de musique et de danse de Lyon et à l'École supérieure de musique de Catalogne, Barcelone
- Bruce Dickey, ancien enseignant à la Schola Cantorum de Bâle
- Nathan Degrange Roncier, enseignant au Conservatoire du 9e arrondissement de Paris. Également organiste et haute-contre.
- Jean Tubéry, fondateur de l'Ensemble La Fenice, enseignant au Conservatoire à rayonnement régional de Paris, et au Conservatoire national supérieur de musique et de danse de Lyon
- William Dongois, fondateur de l'ensemble Le Concert Brisé, enseignant à la Haute École de musique de Genève
- Gebhard David, enseignant à l'Akademie für Alte Musik, Brême
- Frithjof Smith, enseignant à la Schola Cantorum de Bâle
- Jeremy West, enseignant dans divers établissements en Grande-Bretagne
- Judith Pacquier, cofondatrice des Traversées Baroques, Dijon, enseignante au conservatoire de Tours et au Pôle Aliénor de Poitiers
- Doron David Sherwin
- Josué Meléndez, enseignant à l'École supérieure d'État de musique de Trossingen (de)
- Marie Garnier-Marzullo, fondatrice de l'Ensemble Double-face
- Serge Delmas, enseignant au Conservatoire à rayonnement régional de Paris, facteur de cornet[7]
- Philippe Matharel, enseignant au Conservatoire à Rayonnement Régional de Toulouse
- Adrien Mabire, enseignant aux Conservatoires de Pantin et de Versailles
- Gustavo Gargiulo, cornettiste de Cappella Mediterranea [8]
- Solène Riot[9], enseignante au conservatoire de Chambéry

## Discographie
- Allégorie, L'Arbre de Mai, Chansons & danses au temps de Guillaume Dufay
- Jean-Pierre Canihac, les-sacqueboutiers.com
- Bruce Dickey - Tragicomedia, Quel lascivissimo cornetto - Virtuoso Solo Music for Cornetto
- Eva Godard, Canzoni e Madrigali passaggiati
- Thierry Machuel dans Amal Waqti
- William Dongois, Style Fantastique, sonates de Giovanni Pandolfi-Mealli et de Johann Jakob Froberger
- Nova casa !, Ensemble La Salamandre. Dir. Benoît Tainturier, Dijon, 2007 (œuvres de Francesco Cavalli, Girolamo Frescobaldi, Michelangelo Rossi, Giovanni Priuli, Adam Jarzebski, Johann Hermann Schein, Heinrich Schütz, Hans Leo Hassler, Salomone Rossi, Giulio Caccini, Vincenzo Calestani (it), Andrea Falconiero, Massimiliano Neri)